# Pseudorus conspectus
Pseudorus conspectus là một loài ruồi trong họ Asilidae. Pseudorus conspectus được Tomasovic miêu tả năm 2001. Loài này phân bố ở vùng Tân nhiệt đới.